# Jean-Baptiste de Villèle

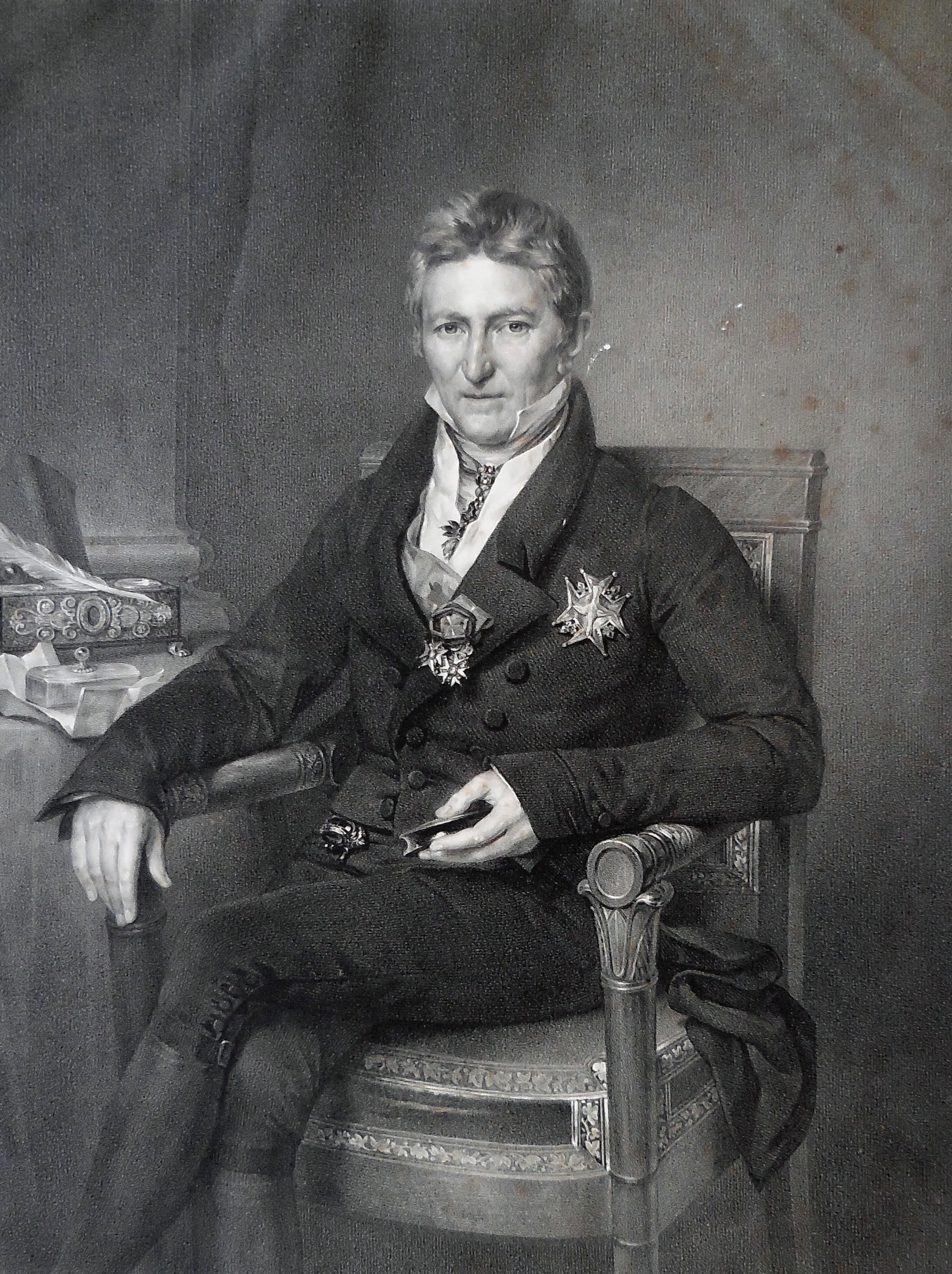
Jean-Baptiste Guillaume Marie Anne Séraphin Joseph, comte de Villèle.

Jean Baptiste Guillaume Marie Anne Séraphin Joseph, comte de Villèle (* 14. April 1773 in Toulouse; † 13. März 1854 ebenda) war ein Sklavenbesitzer und französischer Staatsmann. In der Epoche der Restauration hatte er ab Dezember 1821 die Funktion des Finanzministers inne; gleichzeitig wurde er de facto (offiziell ab September 1822) auch Präsident des Ministerrats, d. h. Regierungschef. Beide Ämter übte er bis zu seiner Entlassung im Januar 1828 aus. Ferner war er Ritter des Ordens vom heiligen Geist und Offizier der Ehrenlegion.

## Frühes Leben
Jean Baptiste Guillaume Marie Anne Séraphin Joseph, comte de Villèle gehörte einer aus dem Lauragais stammenden, im 17. Jahrhundert in den Adelstand erhobenen Familie an. Er war das einzige Kind des 1822 verstorbenen Louis François Joseph de Villèle, Herr von Mourvilles-Basses, und der Anne Louise Blanc de la Guizardie. 1788 trat er in die Marineschule von Alais ein. Er wurde königlicher Marineoffizier und versah in der Folge Seedienste in West- und Ostindien, sodass er beim Ausbruch der Französischen Revolution von Frankreich abwesend war. Zuerst begab er sich nach Hispaniola, dann mit seinem Verwandten, dem Konter-Admiral Armand de Saint-Félix, auf die Île de France. Die revolutionären Ereignisse von 1793 zwangen Saint-Félix, sich auf die Île Bourbon zurückziehen, wohin Villèle ihn begleitete. Auf dieser Insel wurde Villèle, der ein Gegner der Revolution war, am 21. Mai 1794 während des Terrorherrschaft verhaftet, aber nach deren bald darauf erfolgter Beendigung im Oktober 1794 wieder freigelassen.
Im Oktober 1796 erwarb Villèle auf der Île Bourbon ein bescheidenes Gut, wurde durch Kaffeeanbau vermögend und heiratete am 13. April 1799 Barbe Mélanie Ombeline Panon Desbassayns, Tochter des reichen Pflanzers Henri Paulin Panon Desbassayns und dessen Gattin Marie Anne Desbassayns. Das Paar bekam fünf Kinder. Die Familie lebte in der Maison de Maître.
Erste politische Erfahrung sammelte Villèle in der Kolonialversammlung von Bourbon, wo er erfolgreich für die Bewahrung der Kolonie vor ständigen Einmischungen der Pariser Autoritäten kämpfte und auch verhinderte, dass unzufriedene Inselbewohner den Schutz der Engländer anriefen. Die Ankunft des von Napoleon entsandten Generals Decaen stellte die Sicherheit auf der Insel wieder her.

## Beginn der politischen Karriere
1807 kehrte Villèle nach Frankreich zurück und lebte auf seinen großen Besitzungen in der nahe Toulouse gelegenen Gemeinde Mourvilles, deren Maire er im Januar 1808 wurde. Ferner war er seit 1811 Mitglied des Rates des Départements Haute-Garonne. Der Herrschaft Napoleons abhold wirkte er beim Widerstand der Royalisten mit und trat 1813 in deren Geheimgesellschaft Chevaliers de la Foi (d. h. „Glaubensritter“) ein.
Als nach der ersten Restauration der Bourbonen, die Villèle enthusiastisch begrüßte, Ludwig XVIII. in der Erklärung von Saint-Ouen (frz. Déclaration de Saint-Ouen) eine Verfassung versprach, ließ Villèle im Mai 1814 die Flugschrift Observations sur le projet de constitution drucken, in der er dieses Vorhaben des Bourbonenkönigs als zu demokratisch kritisierte und die Wiederherstellung der absoluten Monarchie forderte. Während Napoleons Herrschaft der Hundert Tage schloss er sich den dagegen Widerstand leistenden Royalisten um den Herzog von Angoulême an und steuerte zu diesem gefährlichen Unternehmen 20.000 Francs aus seinem eigenen Portemonnaie bei.

### Mitglied derChambre introuvable
Nach der zweiten Restauration erhielt Villèle im Juli 1815 das Amt des Maire in Toulouse, das er bis Februar 1818 ausübte. Kurz nach seiner Übernahme des Maire-Amtes trug sich am 15. August 1815 in Toulouse die Ermordung des als Anhänger Napoleons verdächtigen Generals Ramel zu. Villèle, der dieses Attentat nicht hatte verhindern können, wurde dann mit einer knappen Mehrheit von drei Stimmen für das Département Haute-Garonne auch zum Deputierten in die Chambre introuvable gewählt. Dabei schloss er sich den diese Kammer dominierenden reaktionären Ultraroyalisten an, die für die Abschaffung der Verfassung, Wiederherstellung des alten Großgrundbesitzes sowie harte Bestrafung der ehemaligen Revolutionäre und der Bonapartisten eintraten. Bald stieg Villèle zu einem der Wortführer der Ultras auf. Im Gegensatz zu dieser Partei verfolgten Ludwig XVIII. und die von Richelieu geführte Regierung eine gemäßigtere, auf friedlichen Ausgleich bedachte Politik.
Häufig kam es zu Konflikten zwischen der Regierung und den Ultras, so etwa Anfang 1816, als Villèle und seine Parteikollegen ein von Innenminister Vaublanc vorgelegtes Wahlgesetz energisch ablehnten. Villèle plädierte für eine deutliche Herabsetzung des Wahlzensus, um das Wahlrecht, das zweistufig sein sollte, auf ärmere Schichten wie die Bauern zu erweitern. Die Ultraroyalisten misstrauten nämlich der städtischen bürgerlichen Mittelschicht, die sie u. a. der Sympathie für liberale Ideen verdächtigten; von den Bauern nahmen sie hingegen wegen deren größerer Abhängigkeit ein für die altadeligen Großgrundbesitzer eher positives Wahlverhalten an. Auf kantonaler Ebene sollten nach Villèles Konzept alle über 25-jährigen Franzosen, die mindestens 50 Francs jährliche Steuerleistung erbrachten, ihre Stimme abgeben dürfen, während alle Franzosen ab der gleichen Altersstufe, aber mit über 300 Francs jährlicher Steuerabgabe an der Wahl der Deputierten der Arrondissements teilnehmen könnten, unter denen dann der König die Vertreter der Departements aussuchen würde. Ferner sollten die Abgeordneten der Kammer nur alle fünf Jahre und dann zur Gänze neu bestimmt werden. Über das Wahlgesetz kam keine Einigung zustande und am 5. September 1816 löste der König die Chambre introuvable auf.

### Weitere Opposition gegen die Kabinette Ludwigs XVIII.
Obwohl die Ultras in der vom 25. September bis 4. Oktober 1816 neugewählten Kammer nun in der Minderheit waren, nahm Villèles persönliche Autorität ständig zu. Nüchtern und geschäftsgewandt übte der rednerisch begabte Politiker eine gemäßigte Oppositionstätigkeit gegenüber dem weiterhin vom Herzog von Richelieu geführten Kabinett aus. Als Medium für Regierungskritik nutzte er auch die Presse, insbesondere Le Conservateur. Seine Aversion gegen die Charte Ludwigs XVIII. ließ mit der Zeit nach, und allmählich wurde er der bedeutendste Führer der Ultraroyalisten. Vergeblich war aber sein Widerstand gegen ein neues, vom Innenminister Lainé ausgearbeitetes, das städtische Bürgertum gegenüber dem Landadel begünstigendes und am 5. Februar 1817 beschlossenes Wahlgesetz, nach dem nur jeder über 30-jährige, mindestens 300 Francs jährliche Steuerleistung erbringende Franzose ein Stimmrecht für die in den Departementshauptstädten abzuhaltende Direktwahl der Deputierten hatte; auch sah es eine jährliche Erneuerung eines Fünftels der Abgeordneten vor.
Besonders erfolgreich äußerte sich der wirtschaftskompetente Villèle zu Finanzangelegenheiten. So unterbreitete er Vorschläge zur Realisierung einer seriösen Kontrolle der öffentlichen Ausgaben und kritisierte, freilich vergeblich, die kostspielige Aufnahme enormer Staatsanleihen durch die Regierung zur Bedienung der Staatsschulden, die durch sich auf die napoleonische Ära beziehenden Kriegsentschädigungsforderungen erhöht wurden. Ferner trug Villèle wesentlich zur Annahme des Änderungsantrages der Haushaltskommission von 1819 bei, der sich dem Spezialitätsprinzip bei den Ausgaben widmete.
Als Richelieu wegen des Erfolgs der politischen Linken bei den Ergänzungswahlen vom Oktober 1818 mit seiner Forderung nach einer Wahlgesetzänderung und Annäherung an die Ultras nicht durchdrang und deshalb im Dezember 1818 zurücktrat, war bei der daraus sich ergebenden Regierungsumbildung Villèle kurzzeitig als möglicher Marineminister im Gespräch. In der Folge ging das Kabinett auf die Linke zu und betrieb einen liberaleren Kurs, doch die weitere Erstarkung und Radikalisierung der Linken sowie die Beunruhigung der Regierung über die 1819 erfolgte Wahl des – der Befürwortung der Hinrichtung Ludwigs XVI. verdächtigen – Abbé Henri Grégoire in die Deputiertenkammer veranlasste einen erneuten Kurswechsel des Kabinetts, das nun die Zusammenarbeit mit den Ultras suchte.
Nach der Ermordung des Herzogs von Berry (14. Februar 1820) gingen die liberalen Jahre zu Ende und es begann eine dritte Restauration. Richelieu wurde wieder Ministerpräsident und konnte nun auf die Unterstützung von Villèle und anderen Ultraroyalisten bauen. Villèle befürwortete das am 28. März verabschiedete Gesetz zur Beschneidung individueller Freiheiten sowie jenes vom 31. März zur Wiedereinführung der Zensur und beteiligte sich eifrig an den Debatten über das am 30. Juni beschlossene neue Wahlgesetz des doppelten Votums, das ein doppeltes Stimmrecht für die 23.000 reichsten Franzosen festschrieb. Allerdings bestritt er, dass seine Partei alle früheren Rechte der Aristokratie wiederherstellen wolle. Er war einer der Vizepräsidenten der Deputiertenkammer und übernahm vom 8. bis 11. Juni 1820 vorübergehend deren Vorsitz.

## Regierungschef unter Ludwig XVIII.
Richelieu musste nach Wahlerfolgen der Ultraroyalisten am 21. Dezember 1820 zwei ihrer Führer, Villèle und dessen engen Freund Corbière, als Minister ohne Portefeuille in sein Kabinett aufnehmen. Villèle demissionierte aber am 25. Juli 1821, da er Richelieus Politik noch immer als zu liberal betrachtete.
Der Sturz Richelieus brachte – erstmals unter Ludwig XVIII. – die Ultras an die Macht. Mit seinem Freund Corbière wurde Villèle mit der Bildung des neuen Kabinetts beauftragt, an welcher der mit den Ultras sympathisierende spätere König Karl X. wesentlich mitwirkte. Villèle übernahm am 14. Dezember 1821 das Amt des Finanzministers als Nachfolger von Antoine Roy  und war zugleich de facto, seit dem 5. September 1822 auch offiziell Regierungschef. Vom König am 17. August 1822 zum Grafen erhoben, dominierte er bis Ende 1827 die nun illiberal-konservativ ausgerichtete Politik Frankreichs. Bei Hof erhielt er u. a. durch Sosthène de La Rochefoucauld und die Gräfin von Cayla, Zoé Talon, Unterstützung. In sein im Dezember 1821 gebildetes Kabinett traten Corbière als Innenminister, Pierre-Denis de Peyronnet als Justizminister, Mathieu de Montmorency-Laval als Außenminister, der Herzog von Belluno als Kriegsminister und Aimé Marie Gaspard de Clermont-Tonnerre als Marineminister ein; der Marquis von Lauriston blieb Minister des königlichen Hauses.
Als Finanzminister bemühte sich Villèle um die Erreichung eines ausgeglichenen Budgets und konnte die Staatsverschuldung beträchtlich verringern. Er suchte die Industrie mit Mitteln des staatlichen Finanzinstituts Caisse des Dépôts anzukurbeln und begann dabei mit der Sanierung des Hafens von Dünkirchen.

### Restriktive Pressegesetze; Scheitern von Komplotten; reaktionäre Bildungspolitik
Der Regierungswechsel zog u. a. die Entlassung liberaler Beamter nach sich. Zwar wurde die Zensur im Februar 1822 abgeschafft, doch schränkte ein im gleichen Jahr beschlossenes und von Villèle verteidigtes Präventivpressegesetz die Pressefreiheit insofern erheblich ein, als Zeitungen nun wegen ihrer generellen Ausrichtung, wenn diese im Gegensatz zum Staatsinteresse stand, verboten werden konnten und jede Gründung eines neuen Blatts eine vorherige behördliche Bewilligung benötigte. Dies bedeutete für die liberale Presse einen schweren Schlag.
Bereits seit 1821 und auch im Jahr 1822 suchten Teile der liberalen Opposition durch geheime Komplotte und Militärerhebungen die restaurative Phase zu beenden und dem Liberalismus wieder zum Durchbruch zu verhelfen. So wurde der General Jean-Baptiste Berton wegen seiner gescheiterten Revolte am 5. Oktober 1822 hingerichtet; ebenso wurden vier junge Unteroffiziere von La Rochelle am 21. September 1822 unter dem Vorwurf des Umsturzversuchs der Monarchie enthauptet. Deputierte wie La Fayette waren darin verwickelt. Alle Aktionen der Oppositionellen schlugen jedoch fehl.
In den Universitäten sah Villèle bedrohliche Brutstätten der Agitation. Er schloss 1822 die Medizinische Fakultät für drei Monate, weil dort der Rektor der Pariser Akademie verhöhnt worden war; ebenso musste die aufrührerische École normale supérieure bis März 1826 ihre Pforten schließen. Villèle ließ auch die von zahlreichen Studenten besuchten Vorlesungen von Guizot und Royer-Collard aussetzen. Der katholische Traditionalist Frayssinous wurde im Juni 1822 als Großmeister der Universität eingesetzt und leitete das Schulwesen. Bischöfe überwachten den Grundschulunterricht und Priester agierten in Gymnasien als Philosophielehrer. Diese Maßnahmen steigerten den Antiklerikalismus der Liberalen.

### Militärintervention in Spanien
Auf dem Veroneser Kongress sagte Außenminister Montmorency zu, dass sein Land militärisch in Spanien intervenieren werde, um dem zur Anerkennung der liberalen Verfassung von 1812 gezwungenen König Ferdinand VII. wieder zur absolutistischen Herrschaft zu verhelfen. England lehnte eine solche Einmischung vehement ab. Montmorency hatte sein Versprechen außerdem ohne Abstimmung mit seinem Kabinett getroffen. Dennoch billigten die meisten Amtskollegen die Entscheidung des im November 1822 nach Paris zurückgekehrten Außenministers. Villèle, dem viel am Erhalt des Friedens gelegen war, leistete aber gegen die geplante Militärexpedition starken Widerstand und konnte hierbei auf die Unterstützung Ludwigs XVIII. bauen. Wegen dieses Konflikts trat Montmorency am 26. Dezember 1822 zurück, woraufhin er in François-René de Chateaubriand einen Nachfolger erhielt.
Letztlich gaben Villèle und der König dem Drängen der Ultras und der Staaten der Heiligen Allianz nach; am 28. Januar 1823 wurde der Krieg gegen Spanien beschlossen. Die Majorität der Kammer stimmte für die durch die Militärintervention nötig werdenden Maßnahmen, doch unter heftigem Widerspruch der Linken, insbesondere des Deputierten Jacques-Antoine Manuel. Villèle wies die Behauptung einiger Oppositioneller zurück, dass es zwischen dem napoleonischen Einmarsch auf der iberischen Halbinsel von 1808 und der nun geplanten Intervention Parallelen gäbe. Manuel wurde wegen einer als Billigung der Hinrichtung Ludwigs XVI. interpretierbaren Äußerung aus der Kammer ausgeschlossen, was den Rückzug fast der gesamten dortigen Linken zur Folge hatte. In diesen Vorfall mischte Villèle sich nicht ein. Der Herzog von Angoulême befehligte dann das französische Expeditionskorps und setzte Ferdinand VII. wieder in seine Macht ein. Die Kosten des Feldzugs zerrütteten erneut die Staatsfinanzen, doch der kriegerische Erfolg stärkte den Einfluss der Ultras und das Ansehen Frankreichs in Europa.

### Machtzementierung; vorläufiger Fehlschlag der Emigrantenentschädigung
Aus dem siegreichen Krieg gegen Spanien suchte Villèle politisches Kapital zu schlagen. Auf seinen Rat hatte Ludwig XVIII. die liberale Mehrheit im Oberhaus durch die Ernennung von 27 neuen Pairs gekippt, und nach der Auflösung der Kammer am 24. Dezember 1823 bot Villèle bei den Wahlen vom Februar und März 1824 seinen ganzen Machtzuwachs auf, um sich die Kammermajorität zu verschaffen. Tatsächlich gingen die Wahlen für die Rechte mit einem bedeutenden Erfolg aus. In der neuen Kammer (chambre retrouvée), die erstmals am 24. März 1824 zusammentrat, saßen nun 410 royalistische und ultraroyalistische, aber nur 19 liberale Abgeordnete. Um sich diese enorme rechte Mehrheit auch für die Zukunft zu sichern und so seiner Regierung größere Stabilität zu gewährleisten, schaffte Villèle die jährliche Neuwahl eines Fünftels der Abgeordneten ab und führte stattdessen die siebenjährige Legislaturperiode (Septennalität) der Kammer ein. Einen entsprechenden Gesetzesentwurf nahm die Pairskammer am 7. Mai 1824 an, sodann auch die Deputiertenkammer. Allerdings bildete sich nun innerhalb der Kammermehrheit eine heftige Opposition der äußersten Rechten um Villèles scharfen Gegner La Bourdonnaye.
Weniger Erfolg hatte ein von Villèle eingebrachter Gesetzesvorschlag, der die Konvertierung staatlicher Rentenpapiere vorsah. Dabei sollten die zahlreichen Besitzer von Staatspapieren zur Veräußerung solcher Titel gebracht werden, deren Kurs höher als der Nominalwert war, um diese danach zu einem geringeren Kurs wieder kaufen zu lassen. Mit den dadurch gewonnenen Mitteln sollte die „Emigrantenmilliarde“ finanziert werden, also die Entschädigung früherer Emigranten, die während der Französischen Revolution ihre Güter verloren hatten. Dies bedeutete, dass bürgerliche Rentner für die durch die Revolution und das Regime Napoleons angefallenen Schulden gegenüber der Emigrantenaristokratie hätten aufkommen müssen. Das Projekt erregte großes Aufsehen und wurde u. a. von den Liberalen heftig bekämpft. In der Deputiertenkammer brachte der Finanzminister seine Gesetzesinitiative am 5. Mai 1824 mit 238 gegen 145 Stimmen durch, scheiterte aber an der Pairskammer, in der er weniger Einfluss besaß. So lehnten die Pairs sein Vorhaben am 3. Juni 1824 mit einer Mehrheit von 34 Stimmen ab.
Aus seinem Misserfolg zog der Finanzminister die Konsequenz, sich von Chateaubriand, der sich gegen den Rentenreduktionsplan ausgesprochen hatte, zu trennen. Interimistisch übernahm Villèle am 6. Juni 1824 daher auch das Amt des Außenministers, das dann ab dem 4. August 1824 Ange Hyacinthe Maxence de Damas ausübte. Chateaubriand wurde aber ein erbitterter Gegner Villèles, die Partei der Ultraroyalisten spaltete sich weiter, und Villèle geriet nun auch in die heftige Kritik zweier Zeitungen, Journal des Débats und Quotidienne.
Durch königliche Ordonnanz vom 16. August 1824 wurde die Zensur vorübergehend wiedereingeführt und am 26. August ein von Frayssinous geleitetes Ministerium für Erziehung und geistliche Angelegenheiten errichtet. Außerdem wurden mehrere Bischöfe in den Staatsrat eingeführt und andere zu Pairs ernannt, was den steigenden klerikalen Einfluss anzeigt. Ludwig XVIII. starb am 16. September 1824.

## Regierungschef unter Karl X.

### Wachsender kirchlicher Einfluss; Beschluss der Emigrantenentschädigung
Auf das Ableben Ludwigs XVIII. folgte die Thronbesteigung seines 67-jährigen Bruders Karl X., der das Kabinett Villèle im Amt bestätigte und sich – trotz seiner bisherigen Unbeliebtheit – kurzzeitig populär zu machen verstand. So verfügte die Ordonnanz vom 29. September 1824, angeblich gegen den Rat Villèles, die Wiederherstellung der Pressefreiheit. Der Bourbone war aber sehr reaktionär, wollte die königliche Macht nicht von einem parlamentarischen System eingeschränkt sehen, führte manche alte monarchische Traditionen wieder ein und förderte als tiefgläubiger Katholik die weitere Stärkung des kirchlichen Einflusses in seinem Reich. Seine anfängliche Popularität schwand daher rasch.
Am 21. November 1824 beschloss das Kabinett, den Kammern zwei – vom politisch moderater gewordenen Villèle abgelehnte – Gesetzesentwürfe vorzulegen, deren einer die erneute Erlaubnis religiöser Kongregationen, und zwar auf dem Verordnungsweg durch den König, und deren anderer die Wiedereinführung der Gotteslästerung als Straftatbestand vorsah. So sollte Kirchenfrevel mit schwersten Strafen belegt werden. Zwar gingen diese Entwürfe trotz starker Kritik durch, doch wurde das Sakrileggesetz nie angewendet.
Es gab auch einen neuen Anlauf für die Emigrantenentschädigung. Einen entsprechenden Antrag brachte die Regierung am 3. Januar 1825 in die Deputiertenkammer ein. Demnach sollte knapp eine Milliarde Francs in Form einer Übergabe von dreiprozentigen Rentenpapieren als Entschädigung ausgezahlt werden. Es kam zu heftigen Kontroversen in beiden Kammern, die auch Grundsatzdebatten mit der ganz allgemeinen Geißelung der Französischen Revolution durch die Rechten sowie umgekehrt jener der Emigration durch die Linken beinhalteten. Villèle entgegnete bei diesen Diskussionen u. a. denjenigen, die den Emigranten ihre Flucht während der Revolution vorwarfen, dass diese keine andere Wahl gehabt hätten, wenn sie nicht durch die Guillotine sterben wollten; nur die Emigration der Bourbonen habe den Franzosen ihren König bewahrt, der ihnen den allgemeinen Frieden und Wohlstand zurückgegeben habe. Letztlich wurde der Regierungsentwurf in der Deputiertenkammer mit einer Mehrheit von 135 Stimmen sowie in der Pairskammer mit einer Majorität von 86 Stimmen angenommen und am 27. April 1825 als Gesetz verabschiedet. Auch ein modifiziertes Rentenreduktionsgesetz ging durch.
Im gleichen Jahr 1825 erreichte Villèle, dass seine Partei und der König zustimmten, die Unabhängigkeit Haitis gegen einen ehemaligen Plantagenbesitzern zugutekommende Entschädigungssumme von 150 Millionen Francs anzuerkennen. Mit diesem Schritt wollte Villèle auch dahingehend wirken, dass Spanien ebenfalls die Unabhängigkeit seiner amerikanischen Kolonien akzeptierte. Bei den sich im nächsten Jahr entwickelnden Diskussionen über die Verteilung der Entschädigungen kritisierte die rechte Konteropposition die Anerkennung von Haitis Souveränität, die Villèle mit Hinweis auf die Interessen des französischen Handels und der enteigneten früheren Siedler sowie den Schwierigkeiten einer Militärintervention und den damit verbundenen Kosten verteidigte, wobei er von den Linken Unterstützung erhielt.
Im Lande wurde unterdessen wegen der unverkennbaren Absicht des Ministeriums, die Verfassung allmählich zu beseitigen, wogegen nur noch die Opposition der Pairskammer wirksam war, die Missstimmung immer größer, namentlich als die Regierung den Jesuitenorden sehr förderte. Dessen Anhänger besetzten nun viele hohe Staatsämter; der schon 1822 einsetzende Trend, dass Geistliche zunehmend den öffentlichen Unterricht beherrschten, verstärkte sich. Insgesamt bestimmten Hof und Kirche politische Entscheidungen erheblich mehr als unter Ludwig XVIII. Liberale kritisierten daher die wachsende Macht einer „Priesterpartei“. Diese suchte die ihr feindlich gesinnte Journale als dem Thron und der Religion gefährlich durch tendenziöse Prozesse auszuschalten. Doch die Gerichte stellten ihre Unabhängigkeit durch wiederholte Freisprechung der angeklagten Zeitungen unter Beweis und die Presseprozesse trugen eher zur Vermehrung des Einflusses freisinniger Autoren bei.

### Zunehmender Widerstand gegen die Regierung Villèles
Am 28. November 1825 starb der liberal gesinnte General Maximilien-Sébastien Foy, und der Umstand, dass über hunderttausend Menschen seinem Leichnam folgten und für sein Denkmal mehr als eine Million Francs zusammenkamen, wurde von den Gegnern Villèles so geschickt genutzt, dass er um seine Entlassung bitten zu müssen glaubte, die ihm aber verweigert wurde.
Die am 31. Januar 1826 wiedereröffnete Kammer genehmigte zwar das Finanzgesetz, aber das vom Ministerium eingebrachte Gesetzesvorhaben zur Einführung des Erstgeburtsrechts wurde von der Pairskammer am 7. April 1826 verworfen. Wäre dieser Entwurf, an dessen Diskussion Villèle nur geringen Anteil nahm, durchgegangen, hätten die ältesten Söhne im Erbfall von Gütern mit über 300 Francs Grundsteuer einen größeren Erbteil erhalten. Nach der Regelung der Revolution bekamen hingegen alle Kinder den gleichen Erbteil. Der Gesetzesvorschlag zielte darauf ab, der Zerstückelung großer Güter entgegenzuwirken und somit die ökonomische Basis aristokratischer Großgrundbesitzer zu verbessern. Als finale Auswirkung des Erstgeburtsrechts erhofften sich die Ultras eine Aushöhlung des Prinzips bürgerlicher Gleichheit und einen Machtzuwachs des Adels, also die Rückgängigmachung der aus der Revolution entstandenen Gesellschaftsstruktur. Die Ablehnung der ministeriellen Vorlage bedeutete für Karl X. und seine Regierung eine schwere Niederlage.
In der Sitzung der Kammer vom 12. Dezember 1826 attackierten die äußerste Rechte und die liberale Opposition gemeinsam die Regierung, und auch künftig gab es zeitweilig einen solchen vereinten Widerstand der beiden unterschiedlichen Parteien gegen das Kabinett. Auf der Seite der Rechten kam es außerdem in Religionsfragen zur Bildung einer gallikanischen Opposition, deren Wortführer, der Graf von Montlosier die Jesuiten unter großem Beifall angriff. Kritik musste das Kabinett auch wegen seiner Politik bezüglich der englischen Intervention in Portugal einstecken, die wegen der Fortschritte portugiesischer Absolutisten erfolgt war, welche die liberale Charta Peters I. zu beseitigen suchten; jedoch konnte sich Villèles Regierungsmannschaft in beiden Kammern mit deutlicher Mehrheit durchsetzen.
Um die Attacken der liberalen Oppositionspresse abzustellen, entwarf der Justizminister Peyronnet den in der Öffentlichkeit bald als „Gesetz der Gerechtigkeit und Liebe“ verhöhnten Plan, die Pressefreiheit stark zu beschränken. Zwar wagte die Regierung nicht, die erst von Karl. X. bei seiner Thronbesteigung abgeschaffte Zensur wieder einzuführen, doch suchte sie wenigstens eine vor dem Verkauf zu erfolgende Vorlage aller Bücher und Broschüren im Innenministerium vorzuschreiben und durch gesteigerte Stempelgebühren und hohe Geldstrafen die Pressevergehen der Journale zu verteuern, dadurch ihre Abonnentenzahl zu verringern und so ihre Wirksamkeit zu untergraben. Nur kirchliche Schreiben sollten von der Regelung nicht betroffen sein. In der Tat wäre bei Verwirklichung dieses sofort starke Kritik erregenden und von Chateaubriand als „Vandalengesetz“ titulierten Regierungsvorhabens das Fortbestehen liberaler Zeitungen enorm erschwert worden. Sogar die Académie française erklärte in einer während ihrer Sitzung vom 16. Januar 1827 mehrheitlich verabschiedeten Supplik an Karl X. ihre Besorgnis über den geplanten Angriff auf die Medien.
Auch in der Deputiertenkammer kam es zu großer Entrüstung, als sie den Gesetzesentwurf vom 14. Februar bis 12. März 1827 debattierte. Zwangsmaßregeln der Regierung wie die Absetzung der gegen ihr Vorhaben auftretenden Mitglieder der Académie française (Joseph François Michaud, Abel-François Villemain u. a.), Schließung der Vorlesungen Victor Cousins und Guizots an der Sorbonne und des Generallehrerseminars steigerten noch die Erbitterung. Trotz der allgemeinen Proteste und den damit vereinigten Bemühungen der Konteropposition (La Bourdonnaye, Neuville u. a.) wurde der Entwurf mit 233 gegen 134 Stimmen am 17. März in der Deputiertenkammer angenommen. In der Pairskammer wurde er aber von der zur Prüfung ernannten und vom Herzog de Broglie geleiteten Kommission so sehr verwässert, dass die Regierung ihn am 17. April zurückzog, was in Paris heftig bejubelt wurde. Ein Beitrag im Journal des Débats vom 28. April 1827 forderte Villèle sogar unverblümt zum Rücktritt auf.
Als der König am 29. April 1827 die Nationalgarde auf dem Marsfeld inspizierte, tönte aus dieser der Ruf: „Vive la charte! À bas les jésuites! À bas les calotins!“ („Es lebe die Charte! Nieder mit den Jesuiten! Nieder mit den Pfaffenfreunden!“) Darüber hinaus wurde Villèle von zwei am Finanzministerium vorbeiziehenden Legionen der Nationalgarde verspottet. Diese Ereignisse veranlassten den König auf Drängen Villèles noch in der Nacht vom 29. auf dem 30. April zur Unterzeichnung des Befehls, die gesamte Nationalgarde aufzulösen. Villèle sann auf eine Umgestaltung des Wahlgesetzes, um das aristokratische Element in den Kammern zu verstärken, und legte in diesem Sinn ein Jurygesetz vor, das nach wesentlicher Abänderung durch die Pairskammer durchging. Eine königliche Ordonnanz vom 24. Juni 1827, die von Villèle, Corbière und Peyronnet kontrasigniert wurde, setzte außerdem die Zensurgesetze von 1820 und 1821 wieder in Kraft. Dieser Akt steigerte aber die Unbeliebtheit der Regierung beim Volk weiter.
Den ministeriellen Bestrebungen gegenüber gründete Chateaubriand die Gesellschaft der Freunde der Pressefreiheit, deren Hauptaufgabe war, an Stelle der verdrängten oder unter Druck stehenden Journale der Zensur nicht unterliegende Flugschriften unter das Volk zu verbreiten, um es über die wichtigsten Ereignisse und Interessen aufzuklären. Aus dieser Gesellschaft entwickelte sich ein neuer Verein, der bald nach seinem Motto Aide-toi, le ciel t’aidera genannt wurde. Die regierungsfeindliche Gesinnung des Volks sprach sich sowohl beim Leichenbegängnis Manuels († 20. August 1827), der ja der Verteidigung des Königsmords verdächtig war, als auch bei den Freisprechungen von Verfassern antiministerieller Schriften aus.
Auch die Außenpolitik Villèles konnte seine Stellung letztlich nicht festigen, obwohl der Vertrag Frankreichs vom 6. Juli 1827 mit Russland und Großbritannien zur Unterstützung des griechischen Unabhängigkeitskrieges gegen das Osmanische Reich und die Vereinigung einer französischen Flotte unter Admiral Henri de Rigny mit der russischen und britischen am 20. Oktober 1827 im Seesieg von Navarino und in der Vernichtung der türkischen Flotte resultierten.

### Sturz
Da Villèle nicht mehr über eine sichere Majorität in der Deputiertenkammer verfügte und sich mehrfach mit starker Opposition in der Pairskammer konfrontiert gesehen hatte, suchte er Karl X. davon zu überzeugen, ihm durch einen politischen Befreiungsschlag in die Lage zu versetzen, die Macht des Ministeriums wiederherzustellen. Die auf Villèles Rat erschienenen königlichen Ordonnanzen vom 5. November 1827 sahen die eine Umgestaltung der Pairskammer im Sinne der Regierung durch die Ernennung von 88 neuen Pairs vor, ferner die vorzeitige Auflösung der Deputiertenkammer mit anschließenden Neuwahlen sowie die erneute Aufhebung der Zensur. Durch einen frühen Wahltermin – der auf den 17. und 24. November 1827 festgelegt wurde – hoffte Villèle, die organisatorische Festigung der Opposition zu verhindern. Da er aber eigenmächtig gehandelt und insbesondere bei der großen Zahl neu ernannter Pairs seine Kollegen nicht um Rat gefragt hatte, so verletzte er durch diesen Akt nicht nur die Pairskammer, sondern auch seine Ministerkollegen. Die neuen Pairs waren meist Bischöfe und reaktionäre ehemalige Emigranten, und unter den Deputierten, denen er Hoffnung auf die Pairswürde gemacht hatte, ohne sie zu erfüllen, bereitete sich eine heftige Opposition vor.
Infolge der Abschaffung der Zensur konnte sich die Presse wieder heftigere Angriffe auf die Regierung leisten, und die erwähnten neuen Vereine zur Verteidigung der Pressefreiheit unterstützten die Wahlkampagne der Opposition, deren Führer auf der Linken und Rechten während des Wahlkampfs miteinander kooperierten. In der ersten, in den Wahlkollegien der Arrondissements abgehaltenen Runde siegte die Opposition mit großem Erfolg, was vor allem in Paris heftig gefeiert wurde. Es kam in der Hauptstadt in der Nacht vom 19. auf den 20. November 1827 zu Ausschreitungen, bei denen sogar Barrikaden errichtet wurden. Das dagegen eingesetzte Militär wurde der Situation rasch Herr, wobei auch Tote zu beklagen waren. Drei Deputierte besprachen sich deshalb mit Villèle, und einer dieser Abgeordneten, Benjamin Constant, ließ anklingen, dass die bei den Wahlen unterlegene Partei diese Unruhen vielleicht organisiert hatte. Der erste Minister entgegnete, dass die Partei, welche die Auflösung der Nationalgarde bedauerte, noch mehr Interesse an der Anstiftung des Aufruhrs gehabt haben könnte. Die Besprechung blieb ergebnislos. Im zweiten Wahlgang schnitten die ministeriellen Kandidaten besser ab, was wiederum den Verdacht nährte, die Polizei habe die Unruhen angestiftet, um die Wähler von der Abgabe regierungsfeindlicher Stimmen abzuhalten. Indessen vermochten die Sympathisanten der Regierung im Endergebnis nur noch 180 Abgeordnete zu stellen, während die Liberalen es nun auf eine gleiche Anzahl von Sitzen und die Rechtsopposition auf 75 Sitze brachten.
Zunächst wollte Villèle, der wiedergewählt worden war, von einem Rücktritt noch nichts wissen, aber er hatte seinen Kredit auch bei vielen Männern des engsten Umfelds Karls X. verspielt. Sie verlangten die Bildung eines Kabinetts, das in der Lage sein sollte, aus den Royalisten wieder eine einheitliche Partei zu machen. Der König bestand darauf, dass sein enger Vertrauter Jules de Polignac einen Ministerposten im Kabinett erhalten musste. Diesen Plan bekämpfte Villèle jedoch heftig, während Karl X. wiederum einen Eintritt Chateaubriands in die Regierung negierte. Der Premierminister sah schließlich ein, dass er vom Monarchen nicht mehr ausreichend unterstützt wurde, und bat um seine Entlassung, welchem Wunsch Karl X. am 3. Januar 1828 willfahrte. Das neue Kabinett stand unter der obersten Leitung von Martignac. Der bleibende Verdienst Villèles war die langfristige Sanierung der französischen Finanzen.

## Späteres Leben und Tod
Zusammen mit Corbière und Peyronnet wurde Villèle am 3. Januar 1828 zum Pair ernannt, entsagte aber dem politischen Leben. Als etwa Georges Humann ihm im Namen der Deputierten des Zentrums, die Revolutionswirren vermeiden wollten, am 31. März 1830 den Vorschlag machte, anstelle Polignacs wieder an die Spitze der Regierung zu treten, lehnte Villèle ab. Trotzdem übte er noch einigen Einfluss aus, da viele Abgeordnete seinen Rat und seine Unterstützung suchten.
Im Juli 1830 zog sich Villèle ins Privatleben nach Toulouse zurück. Dort lebte er, ohne noch aktiven Anteil an den öffentlichen Angelegenheiten zu nehmen. Nur 1839 verfasste er in der Gazette de France einige bemerkenswerte Artikel über das allgemeine Wahlrecht und die Finanzlage. Er starb am 13. März 1854 knapp 81-jährig in seinem in der Rue Vélane gelegenen Toulouser Stadthaus. Sein Leichenbegängnis fand in der Kathedrale Saint-Étienne statt. Seine letzte Ruhestätte fand er in der Kapelle des Schlosses von Mourvilles.
Seine Memoiren hatte Villèle bis zum Jahr 1816 niedergeschrieben. Sie wurden von seiner Familie anhand seiner Korrespondenz vervollständigt und als Mémoires et correspondance de Villèle (5 Bände, Paris 1887–1890) herausgegeben.